# Brescia Calcio 1977-1978
Questa voce raccoglie le informazioni riguardanti il Brescia Calcio nelle competizioni ufficiali della stagione 1977-1978.

## Stagione
Per cercare il rilancio le rondinelle si affidano all'allenatore Giovanni Seghedoni. 
Ceduto il centravanti Alessandro Altobelli all'Inter, per sostituirlo arriva dal Catania l'attaccante bergamasco Bortolo Mutti che con 10 reti risulterà il miglior marcatore di stagione.
Sua spalla in attacco il bresciano di Nave Mario Nicolini, rientrato dal prestito a Cremona. Al giro di boa il Brescia vi arriva con 20 punti e qualche speranza di promozione, ma il girone di ritorno non è all'altezza delle attese, dovendosi accontentare di mantenere la categoria.
Nella Coppa Italia la squadra si ferma al primo turno. 

## Rosa
| N. |                   | Ruolo | Calciatore           |
| -- | ----------------- | ----- | -------------------- |
|    | Italia (bandiera) | P     | Luciano Bertoni      |
|    | Italia (bandiera) | P     | Astutillo Malgioglio |
|    | Italia (bandiera) | P     | Silvano Martina      |
|    | Italia (bandiera) | D     | Fulvio Bussalino     |
|    | Italia (bandiera) | D     | Luigi Cagni          |
|    | Italia (bandiera) | D     | Viviano Guida        |
|    | Italia (bandiera) | D     | Giorgio Magnocavallo |
|    | Italia (bandiera) | D     | Gabriele Podavini    |
|    | Italia (bandiera) | D     | Alfredo Savoldi      |
|    | Italia (bandiera) | D     | Paolo Viganò         |
|    | Italia (bandiera) | C     | Evaristo Beccalossi  |

| N. |                   | Ruolo | Calciatore       |
| -- | ----------------- | ----- | ---------------- |
|    | Italia (bandiera) | C     | Paolo Biancardi  |
|    | Italia (bandiera) | C     | Odilio Moro      |
|    | Italia (bandiera) | C     | Rosario Rampanti |
|    | Italia (bandiera) | C     | Ivan Romanzini   |
|    | Italia (bandiera) | A     | Bortolo Mutti    |
|    | Italia (bandiera) | A     | Mario Nicolini   |
|    | Italia (bandiera) | A     | Orano Rolfo      |
|    | Italia (bandiera) | A     | Antonio Rondon   |
|    | Italia (bandiera) | A     | Egidio Salvi     |
|    | Italia (bandiera) | A     | Osvaldo Zobbio   |
|    | Italia (bandiera) | A     | Stefano Turla    |

## Risultati

### Serie B

#### Girone di andata
| Arbitro: | Prati (Parma) |

|                             |           |  |
| Criscimanni 47’ Ramella 73’ | Marcatori |  |

| Arbitro: | Panzino (Catanzaro) |

|                  |           |                       |
| Mutti 33’ (rig.) | Marcatori | 35’ (rig.) Bellinazzi |

| Arbitro: | Mattei (Macerata) |

|                          |           |  |
| Montenegro 46’ Russo 85’ | Marcatori |  |

| Arbitro: | Pieri (Genova) |

|              |           |  |
| Podavini 21’ | Marcatori |  |

| Arbitro: | Milan (Treviso) |

|              |           |            |
| Chimenti 75’ | Marcatori | 88’ Viganò |

| Arbitro: | Lo Bello (Siracusa) |

|                             |           |              |
| Cantarutti 24’ Blangero 55’ | Marcatori | 32’ Nicolini |

| Arbitro: | Benedetti (Roma) |

|                  |           |                  |
| Salvi 17’ (rig.) | Marcatori | 70’ (aut.) Cagni |

| Arbitro: | Panzino (Catanzaro) |

|             |           |  |
| Chiorri 72’ | Marcatori |  |

| Arbitro: | Terpin (Trieste) |

|              |           |             |
| Podavini 82’ | Marcatori | 87’ Palanca |

| Arbitro: | Lanese (Messina) |

|              |           |             |
| Chigioni 35’ | Marcatori | 58’ Savoldi |

| Arbitro: | Falasca (Chieti) |

|  |           |              |
|  | Marcatori | 43’ Rampanti |

| Arbitro: | Pieri (Genova) |

|           |           |          |
| Mutti 40’ | Marcatori | 49’ Gori |

| Arbitro: | Celli (Trieste) |

|                       |           |  |
| Beccalossi 51’ (rig.) | Marcatori |  |

| Arbitro: | Bergamo (Livorno) |

|                |           |              |
| Lorenzetti 22’ | Marcatori | 70’ Grezzani |

| Arbitro: | Benedetti (Roma) |

|                       |           |  |
| Beccalossi 30’ (rig.) | Marcatori |  |

| Arbitro: | Falasca (Chieti) |

|                      |           |                                           |
| Capuzzo 5’ Piras 19’ | Marcatori | 6’ Beccalossi 20’ Mutti 25’, 75’ Nicolini |

| Arbitro: | Milan (Treviso) |

|                                |           |             |
| Nicolini 2’ Mutti 10’ Moro 20’ | Marcatori | 82’ Rognoni |

| Brescia 15 gennaio 1978 18ª giornata | Brescia       | 0 – 0 | Ternana | Stadio Mario Rigamonti\| Arbitro: \| Redini (Pisa) \| |
| Arbitro:                             | Redini (Pisa) |       |         |                                                       |

| Arbitro: | Mattei (Macerata) |

|                               |           |                        |
| Penzo 27’, 32’ Pellegrini 57’ | Marcatori | 15’ Nicolini 30’ Mutti |

#### Girone di ritorno
| Brescia 29 gennaio 1978 20ª giornata | Brescia           | 0 – 0 | Varese | Stadio Mario Rigamonti\| Arbitro: \| Tonolini (Milano) \| |
| Arbitro:                             | Tonolini (Milano) |       |        |                                                           |

| Arbitro: | Celli (Trieste) |

|            |           |                             |
| Mariani 7’ | Marcatori | 77’ Beccalossi 87’ Podavini |

| Arbitro: | Reggiani (Bologna) |

|           |           |             |
| Mutti 39’ | Marcatori | 23’ Beccati |

| Arbitro: | Milan (Treviso) |

|               |           |  |
| Nicoletti 52’ | Marcatori |  |

| Arbitro: | Lapi (Firenze) |

|                                     |           |                               |
| Mutti 7’, 12’ Beccalossi 63’ (rig.) | Marcatori | 42’ (aut.) Podavini 76’ Conte |

| Brescia 5 marzo 1978 25ª giornata | Brescia           | 0 – 0 | Monza | Stadio Mario Rigamonti\| Arbitro: \| Gussoni (Tradate) \| |
| Arbitro:                          | Gussoni (Tradate) |       |       |                                                           |

| Arbitro: | Lo Bello (Siracusa) |

|                            |           |  |
| Quadri 12’ Perico 42’, 75’ | Marcatori |  |

| Brescia 26 marzo 1978 27ª giornata | Brescia         | 0 – 0 | Sampdoria | Stadio Mario Rigamonti\| Arbitro: \| Schena (Foggia) \| |
| Arbitro:                           | Schena (Foggia) |       |           |                                                         |

| Arbitro: | Bergamo (Livorno) |

|           |           |          |
| Rossi 10’ | Marcatori | 66’ Moro |

| Brescia 9 aprile 1978 29ª giornata | Brescia        | 0 – 0 | Cremonese | Stadio Mario Rigamonti\| Arbitro: \| Foschi (Forlì) \| |
| Arbitro:                           | Foschi (Forlì) |       |           |                                                        |

| Arbitro: | Ciulli (Roma) |

|  |           |           |
|  | Marcatori | 74’ Giani |

| Taranto 23 aprile 1978 31ª giornata | Taranto         | 0 – 0 | Brescia | Stadio Salinella\| Arbitro: \| Simini (Torino) \| |
| Arbitro:                            | Simini (Torino) |       |         |                                                   |

| Arbitro: | Panzino (Catanzaro) |

|                                       |           |               |
| Ferrari 7’, 59’ Speggiorin 69’ (rig.) | Marcatori | 4’, 81’ Guida |

| Arbitro: | Falzier (Treviso) |

|                          |           |  |
| Beccalossi 76’ Mutti 82’ | Marcatori |  |

| Arbitro: | Michelotti (Parma) |

|                          |           |           |
| Galasso 70’ Lombardi 72’ | Marcatori | 40’ Mutti |

| Arbitro: | Panzino (Catanzaro) |

|                 |           |              |
| Salvi 7’ (rig.) | Marcatori | 2’ 40’ Piras |

| Arbitro: | Castaldi (Vasto) |

|             |           |              |
| Rognoni 44’ | Marcatori | 82’ Nicolini |

| Arbitro: | Lops (Torino) |

|                      |           |  |
| De Rosa 3’ Casone 7’ | Marcatori |  |

| Brescia 11 giugno 1978 38ª giornata | Brescia          | 0 – 0 | Bari | Stadio Mario Rigamonti\| Arbitro: \| Terpin (Trieste) \| |
| Arbitro:                            | Terpin (Trieste) |       |      |                                                          |

### Coppa Italia

#### Primo turno
| Arbitro: | Redini (Pisa) |

|              |           |  |
| Mascetti 30’ | Marcatori |  |

| Arbitro: | Longhi (Roma) |

|  |           |                                  |
|  | Marcatori | 24’ Bettega 63’ (aut.) Bussalino |

| Arbitro: | Paparesta (Bari) |

|  |           |             |
|  | Marcatori | 4’ Nicolini |

| Arbitro: | Bergamo (Livorno) |

|                        |           |                     |
| Nicolini 24’ Mutti 49’ | Marcatori | 71’ (rig.) Bertuzzo |

## Statistiche

### Statistiche di squadra
| Competizione | Punti | In casa | In casa | In casa | In casa | In casa | In casa | In trasferta | In trasferta | In trasferta | In trasferta | In trasferta | In trasferta | Totale | Totale | Totale | Totale | Totale | Totale | DR |
| Competizione | Punti | G       | V       | N       | P       | Gf      | Gs      | G            | V            | N            | P            | Gf           | Gs           | G      | V      | N      | P      | Gf     | Gs     | DR |
| ------------ | ----- | ------- | ------- | ------- | ------- | ------- | ------- | ------------ | ------------ | ------------ | ------------ | ------------ | ------------ | ------ | ------ | ------ | ------ | ------ | ------ | -- |
| Serie B      | 35    | 19      | 6       | 11      | 2       | 17      | 11      | 19           | 3            | 6            | 10           | 18           | 29           | 38     | 9      | 17     | 12     | 35     | 40     | -5 |
| Coppa Italia | 4     | 2       | 1       | 0       | 1       | 2       | 3       | 2            | 1            | 0            | 1            | 1            | 1            | 4      | 2      | 0      | 2      | 3      | 4      | -1 |
| Totale       |       | 21      | 7       | 11      | 3       | 19      | 14      | 21           | 4            | 6            | 11           | 19           | 30           | 42     | 11     | 17     | 14     | 38     | 44     | -6 |

### Statistiche dei giocatori
| Giocatore       | Serie B  | Serie B | Serie B     | Serie B    | Coppa Italia | Coppa Italia | Coppa Italia | Coppa Italia | Totale   | Totale | Totale      | Totale     |
| Giocatore       | Presenze | Reti    | Ammonizioni | Espulsioni | Presenze     | Reti         | Ammonizioni  | Espulsioni   | Presenze | Reti   | Ammonizioni | Espulsioni |
| --------------- | -------- | ------- | ----------- | ---------- | ------------ | ------------ | ------------ | ------------ | -------- | ------ | ----------- | ---------- |
| L. Bertoni      | 1        | 0       | ?           | ?          | 0            | 0            | ?            | ?            | 1        | 0      | ?           | ?          |
| E. Beccalossi   | 31       | 6       | ?           | ?          | 3            | 0            | ?            | ?            | 34       | 6      | ?           | ?          |
| P. Biancardi    | 29       | 0       | ?           | ?          | 4            | 0            | ?            | ?            | 33       | 0      | ?           | ?          |
| F. Bussalino    | 15       | 0       | ?           | ?          | 4            | 0            | ?            | ?            | 19       | 0      | ?           | ?          |
| L. Cagni        | 31       | 0       | ?           | ?          | 4            | 0            | ?            | ?            | 35       | 0      | ?           | ?          |
| V. Guida        | 33       | 2       | ?           | ?          | 2            | 0            | ?            | ?            | 35       | 2      | ?           | ?          |
| A. Malgioglio   | 29       | -29     | ?           | ?          | 1            | -2           | ?            | ?            | 30       | -31    | ?           | ?          |
| G. Magnocavallo | 9        | 0       | ?           | ?          | 2            | 0            | ?            | ?            | 11       | 0      | ?           | ?          |
| S. Martina      | 9        | -11     | ?           | ?          | 3            | -2           | ?            | ?            | 12       | -13    | ?           | ?          |
| O. Moro         | 33       | 2       | ?           | ?          | 3            | 0            | ?            | ?            | 36       | 2      | ?           | ?          |
| B. Mutti        | 37       | 10      | ?           | ?          | 4            | 1            | ?            | ?            | 41       | 11     | ?           | ?          |
| M. Nicolini     | 28       | 6       | ?           | ?          | 4            | 2            | ?            | ?            | 32       | 8      | ?           | ?          |
| G. Podavini     | 35       | 3       | ?           | ?          | 2            | 0            | ?            | ?            | 37       | 3      | ?           | ?          |
| R. Rampanti     | 23       | 1       | ?           | ?          | 0            | 0            | ?            | ?            | 23       | 1      | ?           | ?          |
| O. Rolfo        | 2        | 0       | ?           | ?          | 0            | 0            | ?            | ?            | 2        | 0      | ?           | ?          |
| I. Romanzini    | 22       | 0       | ?           | ?          | 4            | 0            | ?            | ?            | 26       | 0      | ?           | ?          |
| A. Rondon       | 7        | 0       | ?           | ?          | 2            | 0            | ?            | ?            | 9        | 0      | ?           | ?          |
| A. Savoldi      | 27       | 1       | ?           | ?          | 3            | 0            | ?            | ?            | 30       | 1      | ?           | ?          |
| E. Salvi        | 26       | 2       | ?           | ?          | 4            | 0            | ?            | ?            | 30       | 2      | ?           | ?          |
| S. Turla        | 2        | 0       | ?           | ?          | 0            | 0            | ?            | ?            | 2        | 0      | ?           | ?          |
| P. Viganò       | 16       | 1       | ?           | ?          | 3            | 0            | ?            | ?            | 19       | 1      | ?           | ?          |
| O. Zobbio       | 1        | 0       | ?           | ?          | 0            | 0            | ?            | ?            | 1        | 0      | ?           | ?          |